# ロジネットジャパン
株式会社ロジネットジャパン（英: Loginet Japan Co., Ltd.）は、北海道札幌市中央区に本社を置く札幌通運と、東京都に本社を置く中央通運が2005年10月に経営統合した両社の持株会社である。

## 概要
北海道-東京間の企業間物流に一定のシェアを持ち、鉄道コンテナ輸送部門では日本通運に次いで業界第2位の売上高を保持している。主力の運送業については、引越や郵便局と提携した宅配便サービスも行っているが、扱いは企業の荷物が多い。

## 沿革
- 2005年（平成17年）10月 - 設立。普通株式を札幌証券取引所に上場。
- 2012年（平成24年）1月 -株式会社青山本店（現・ロジネットジャパン西日本）を連結子会社化。
- 2018年（平成30年）10月 - 札幌通運の本州における事業と中央通運の窓口業務を譲受する新会社として、株式会社ロジネットジャパン東日本を設立[2][3]。
- 2020年（令和2年）4月1日 - 橋本潤美が専務取締役に就任。木村輝美社長は会長兼CEOに就く。

## グループ企業
- 札幌通運株式会社
  - 株式会社LNJ札幌
  - 株式会社LNJ自工
  - 株式会社LNJ商事
  - 株式会社LNJさくらスマイル
  - 株式会社LNJロジスティックス
  - 株式会社LNJ道東
- ロジネットジャパン東日本
  - 株式会社LNJ中通
  - 株式会社LNJ東京
  - 株式会社LNJ小泉
  - 株式会社LNJ関東
- ロジネットジャパン西日本
  - 株式会社LNJ神戸
  - 株式会社LNJ大阪
  - 株式会社LNJ名古屋
- ロジネットジャパン九州